# Jukitaka Omi
Jukitaka Omi (* 25. prosinec 1952) je bývalý japonský fotbalista.

## Klubová kariéra
Hrával za Yomiuri.

## Reprezentační kariéra
Jukitaka Omi odehrál za japonský národní tým v letech 1978-1980 celkem 6 reprezentačních utkání.

## Statistiky
| Japonsko | Japonsko | Japonsko |
| Roky     | Záp.     | Góly     |
| -------- | -------- | -------- |
| 1978     | 1        | 0        |
| 1979     | 0        | 0        |
| 1980     | 5        | 0        |
| Celkem   | 6        | 0        |